# Айтпай
Айтпай (каз. Айтпай) — село в Жангалинском районе Западно-Казахстанской области Казахстана. Входит в состав Кызылобинского сельского округа. Код КАТО — 274045200.

## Население
В 1999 году население села составляло 209 человек (109 мужчин и 100 женщин). По данным переписи 2009 года, в селе проживал 101 человек (54 мужчины и 47 женщин).